# دین گالی رومی
مردم سلت پیش از کشورگشایی امپراتوری روم فاقد سنت نوشتاری و تصویری برای ثبت اساطیر و عقاید دینی خود بودند. تنها پس از اشغال گالیا توسط روم در دوره ژولیوس سزار بود که مردم سلت تحت تأثیر رومیان و یونانیان شروع به ساخت نقش برجسته و معابدی برای خدایانشان کردند. به سبب همین ما به جز نوشته‌های مورخان و شاعران یونانی و رومی و شواهد باستان‌شناسی اندک، اطلاعات چندانی از اسطوره‌شناسی سلت‌های قاره‌ای نداریم. حتی همین شواهد ناچیز نیز به شدت تحت تأثیر اسطوره‌شناسی یونانی و رومی قرار گرفته‌است. به همین سبب نمی‌توان خدایان و اساطیر سلتی گالیا را بازسازی کرد. حتی می‌توان گفت که قبایل مختلف سلت خدایان گوناگونی را می‌پرستیدند و برخلاف یونانیان و رومیان که خدایان محلی از طریق همگون سازی به خدایان ملی تبدیل می‌شدند، قبایل و اقوام سلت فاقد چنین انسجام و وحدتی بودند تا اساطیر مشترک داشته باشند.

## آیین پرستش آب
سلت‌های گالیا نیز مانند بسیاری از اقوام باستانی، عناصر طبیعت مثل آب را می‌پرستیدند. برای مثال بوروو، ایزد چشمه‌های آبگرم، بوده‌است و نام شهر فرانسوی بوربون که خاندان معروف بوربون (که تا پیش از انقلاب فرانسه، بر این کشور حاکم بودند) ریشه در نام ایزد باستانی سلتی دارد.

## آیین پرستش درخت
از دیگر عناصر طبیعت که توسط مردم گالیا پرستیده می‌شد، جنگل و درختان بودند. پلینی بزرگ، مورخ رومی، می‌نویسد که دروئیدها (روحانیون سلتی) پرستشگاه‌هایشان را در جنگل‌های بلوط برپا می‌کنند و هیچ مراسمی وجود ندارد که بدون برگ درخت بلوط اجرا شود. ماکسیموس صوری, فیلسوف سده دوم, گزارش می‌دهد که سلت‌ها, زئوس را به شکل درخت بلوط تنومندی می‌پرستیدند.

## سه خدای بزرگ گالی
لوکان، شاعر رومی، در اثر معروف خود فارسالیا از سه خدای سلتی گالی یاد می‌کند «تیوتاتس سفاک و ستمگر با قربانی‌های خونین تسکین داده می‌شود و اسوس وحشتناک با قربانگاه‌های بی‌رحم و خونریزش (آرام می‌گیرد) و تارانیس با قربانگاهی که در خونریزی کم از دیانای اسکیت‌ها نیست»

## خدایان گالی مشهور

### اوگمیوس[۹]
لوسیان, نویسنده یونانی آشوری‌تبار, از یک خدای گالی به نام اوگمیوس یاد کرده است و آن را با هرکول, پهلوان یونانی, مقایسه کرده است. البته ویژگی این هرکول گالی نه در قوای جسمانی بلکه در قدرت سخنوری‌اش بود. اوگمیوس گالی مشابه ایزد اوگما ایرلندی می‌باشد. ایرلندی‌ها همچون گال‌ها از اقوام سلتی به شمار می‌روند. طبق سنت اختراع خط اوگامیک در ایرلند را به ایزد اوگما نسبت می‌دهند.

### تارانیس
تارانیس به جز اشاره‌ای که لوکان در کتاب فارسالیا کرده, برای ما ناشناخته است. همین قدر می‌دانیم که نام او به معنای تندرآسا بوده است (معادل توران در زبان ایرلندی) و ایزد تندر, توفان‌ها و آذرخش به شمار می‌رفته است. تارانیس را معادل ژوپیتر رومی می‌دانستند و در چندین کتیبه و دست‌نوشته, با او یکسان شمرده شده است.

### مرکوری گالی و رزمرتا[۱۲]
مرکوری (هرمس یونانی) از جمله خدایان رومی بود که توسط گال‌ها نیز پرستش می‌شد اما جایگاه او در میان گال‌ها, بالاتر از نقشی بود که رومیان برای وی قائل بودند. در نقش برجسته‌های گالی رومی, مرکوری را با همان شمایل رومی یونانی مثل عصای کادوسئوس و کلاه پتاسوس ترسیم می‌کردند اما مرکوری گالی ویژگی‌های بومی گالی نیز داشت. او اغلب لباس گالی‌ها را به تن داشت و در کنار او, ایزدبانوی گالی, رزمرتا قرار داشت که  یک شاخ فراوانی به دست گرفته بود. جانوران نمادین این ایزد عبارت بودند از بز و خروس.